# Responsorium

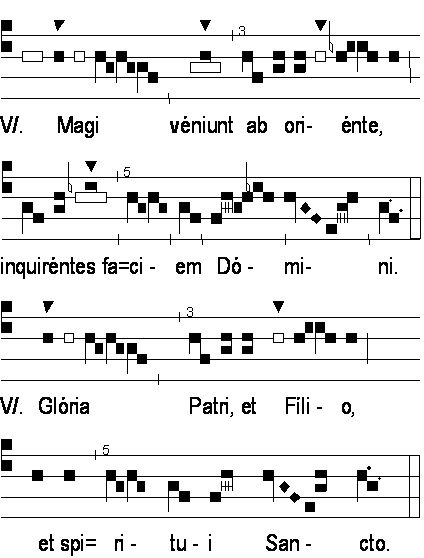
Responsorium Magi veniunt ab oriente velkého svátku Zjevení Páně (Epifanie)

Responsorium (z latinského responsum - odpověď) představuje v západní (římskokatolické, anglikánské, luteránské) liturgii způsob střídavého zpěvu mezi předzpěvákem (zpravidla kantorem) a obcí (respektive při náročnějších nápěvech scholou). Místo kantora může part předzpěváka převzít sbor resp. schola.

## Charakteristika

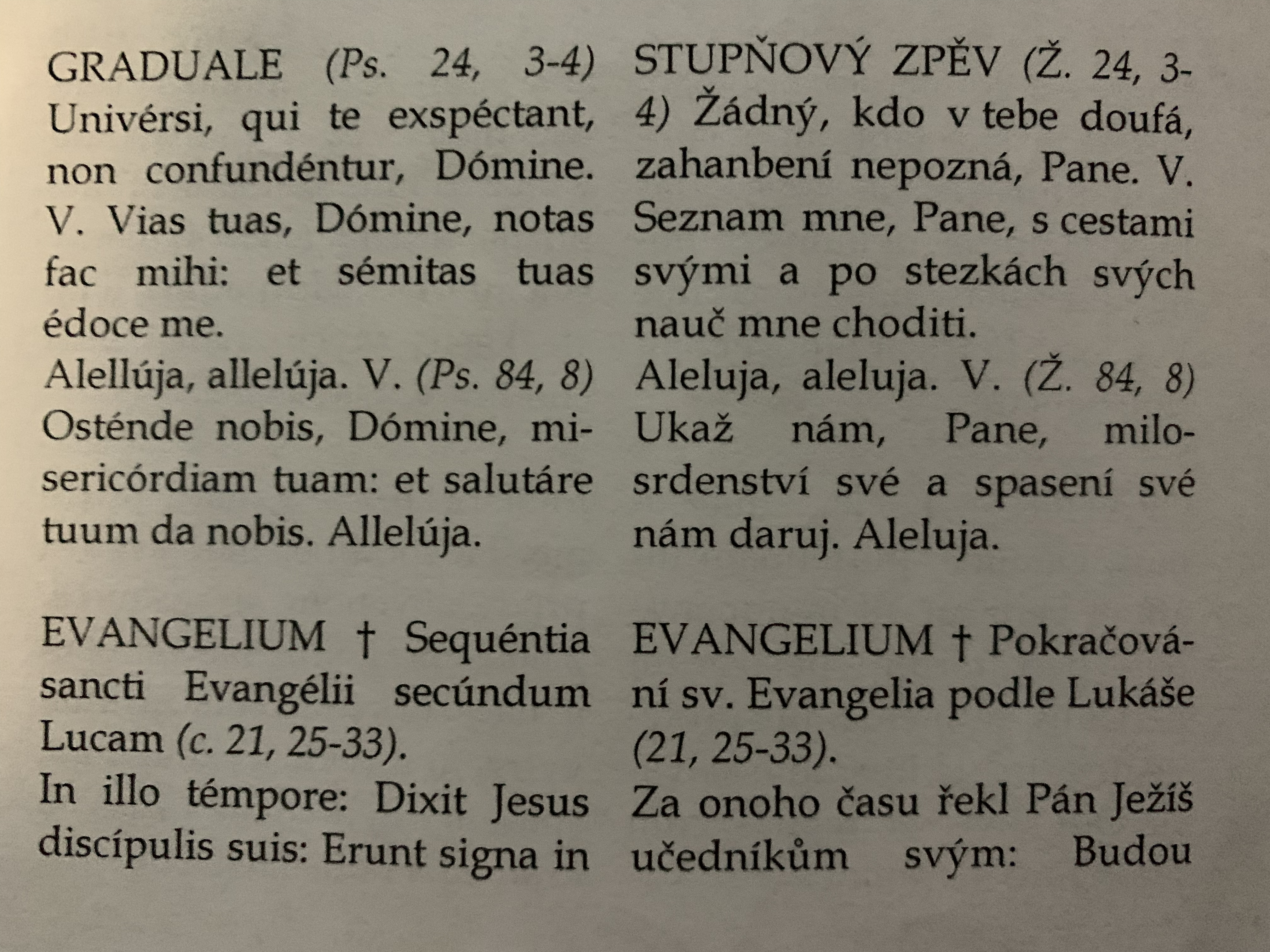
Graduále, alelujový verš a začátek evangelia z první neděle adventní katolické mše (uveden slovy "In illo tempore")

Při mši a v denní modlitbě církve je responsoriální zpěv poměrně meditativního charakteru. Rovněž tak má silný charakter hlásání. K responsoriálnímu zpěvu mše svaté patří graduále a výzva před Evangeliem.
Responsorium vzniklo z responsoriálně zpívaného žalmu, kdy jednotlivec – žalmista - zpívá žalm verš po verši a shromáždění pokaždé odpovídá krátkým refrénem, zvaným responsum. Takto responsoriálně zpívaný žalm je původní formou odpovědi obce na čtení v denní modlitbě a při mši.
V průběhu dějin liturgie se ovšem responsorium zkracovalo a měnilo, takže dnes stěží poznáme, že se původně jednalo o žalm. Tak se při zvolání před evangeliem vedle aleluja zredukovalo pouze na jediný verš. Také v denní modlitbě se zkrátil na responsorium breve resp. na versikl, při mši svaté naproti tomu zůstal zachován jako responsoriální žalm.

## Zvláštní responsoria
Z hlediska dějin hudby mají obzvláštní význam responsoria temné jitřní (matutinum) na Zelený čtvrtek, Velký pátek a Bílou sobotu, která byla zpracována mnoha význačnými skladateli jako Giovanni Pierluigi da Palestrina, Orlando di Lasso, Tomás Luis de Victoria, Carlo Gesualdo, Alessandro Scarlatti, Jan Dismas Zelenka, Marc-Antoine Charpentier, Michael Haydn a mnoho dalších. 
Ve východním křesťanství je obdobou žalmová odpověď (např. Theos Kyrios).